# Fatboy
FATBOY är ett svenskt rockabillyband. 

## Bandmedlemmar
- Thomas Pareigis – sång, gitarr
- Hannu Kiviaho – gitarr
- Jan Lissnils – pedal steel
- Thomas Schuldt – bas
- Marcus Källström – trummor

Tidigare medlemmar
- Joakim Lindahl – gitarr, mm 1999–2016
- Richard "Richey" Tersaeus – trummor 1996–2003
- Jörgen Wall – trummor 2003–2009
- Alf Östlund – ståbas 1995–2015

## Diskografi

### Album
- 2004 – Steelhearted
- 2006 – Babas Bilar - EP
- 2008 – In My Bones
- 2010 – Overdrive
- 2012 – Love Creole
- 2016 – Moments
- 2019 – Diggin´The Scene

### Singlar
- 2004 – This Tear Will Never Leave My Eye
- 2008 – Way Down Low
- 2009 – The Way We Where featuring Sarah Dawn Finner
- 2010 – Bad News From Pretty Red Lips
- 2012 – Walk Your Way/I Don't Wanna Get There (Dubbel A-sida)
- 2016 – Cruel Love
- 2018 – Mercy Mercy/Bad News
- 2019 – Aila (featuring Heidi Kaarto & Esa Pulliainen )

## Film/Teater/Teve
- 1998 – Tolvskillingsoperan på Pistolteatern
- 2005 – Komplett Galen
- 2006 – Babas Bilar
- 2007 – Love Story
- 2008 – Allt Flyter
- 2009 – För alla åldrar